# 카나리아벽도마뱀붙이
카나리아벽도마뱀붙이(Tarentola angustimentalis)는 카나리아 월 게코(Canary wall gecko), 이스트 카나리아 게코(East Canary gecko)라고도 불리며, 카나리아 제도 동부에 고유하다. 자연적인 서식지는 기온이 온화한 덤불지대(en:shrubland), 지중해성 덤불 초목, 바위로 뒤덮인 지역, 바위 해안가, 모래 해안가, 조간지대의 습지, 목초지, 플랜테이션, 시골 정원, 도시 지역이다.

## 형태
카나리아벽은 주둥이에서 항문까지 8 cm (3 in), 꼬리도 8cm 정도까지 자란다. 이 녀석은 튼튼하고 통통하며, 머리와 등의 윗부분은 납작하고, 전반적인 생김새가 벽도마뱀붙이를 닮았다. 발가락 전체에 빨판이 있고, 끝부분에서 제일 넓적하다. 셋째, 넷째 발가락에는 튼튼한 발톱이 있다. 피부는 꽤나 부드러우며, 보통 여럿용골진(multi-keeled), 작은 결절들이 나있다. 동공은 밝은 빛 아래에서는 세로로 찢어져있으며, 색깔은 갈색이나 금색이다. 체색은 꽤나 다양하며, 일반적으로 회색빛 갈색 바탕에 가시와 짙은 가로줄무늬를 따라 창백한 줄무늬가 때로는 간헐적으로 난다. 밑부분은 좀 더 창백하며 때때로는 노란색 기미가 있는데, 특히 항문 근방에서 그렇다.

## 분포와 서식지
카나리아벽은 카나리아 제도의 푸에르테벤투라섬, 란사로테섬, 로보스섬, 몇몇 란사로테 섬과 비슷한 섬들에 분포한다. 분포 구역 안에서는 고도 800 미터 (2,600 ft)까지의 절벽, 자갈비탈, 배수로, 덤불 초목이 자라는 소금기가 많은 평지, 사구, 경작지대, 심지어 주택 내부 따위의 서식지에서 굉장히 흔하다.

## 식성
카나리아벽은 곤충, 거미 따위의 작은 절지동물을 먹는다.

## 번식
수컷은 암컷보다 크고, 번식기에는 영역을 지키는 경향이 있다. 발성을 꽤나 자주 하며 다양한 방식으로 짖는다. 암컷은 긴지름이 1.2 cm에 이르는 타원형의 알을 한 번에 두 개씩, 한 번 혹은 그 이상 낳아서 균열 속, 바위 밑에 낳거나 모래에 묻는다. 2 -3 달 후에는 주둥이에서 항문까지 2 - 3 cm에 이르는 새끼가 태어나며, 성체보다 색깔이 화려하다. 암컷은 길이가 6 cm에 이르면 성숙하며, 사육 시에 17년까지 살 수 있다고 보고되었다. 연구를 통해 알이 포란될 때의 온도에 따라 배아의 성별이 결정된다는 사실이 밝혀졌다. 섭씨 27도 이상이면 암컷, 미만이면 수컷이 될 것이다.

## 보전
카나리아벽은 IUCN 적색목록에 "관심 필요"로 등재되었다. 이는 대부분의 분포 영역에서 흔하고, 서식지에 별 문제가 없으며, 개체수가 감소하는 것으로 보이지 않기 때문이다.